# Yelena Parfenova
Pour les articles homonymes, voir Parfenova.
Yelena Parfenova (née le 26 janvier 1974) est une athlète kazakhe spécialiste du triple saut.

## Carrière

### Palmarès
| Date | Compétition                  | Lieu     | Résultat | Performance |
| ---- | ---------------------------- | -------- | -------- | ----------- |
| 2000 | Championnats d'Asie          | Djakarta | 1re      | 14,08 m     |
| 2001 | Jeux de l'Asie de l'Est      | Osaka    | 3e       | 13,20 m     |
| 2002 | Championnats d'Asie          | Colombo  | 3e       | 13,11 m     |
| 2006 | Championnats d'Asie en salle | Pattaya  | 1re      | 13,91 m     |

#### Autres
- Championne du Kazakhstan du triple saut : 1999, 2000, 2002, 2004 et 2005[1].

### Records
| Épreuve          | Performance | Lieu   | Date          |
| ---------------- | ----------- | ------ | ------------- |
| Saut en longueur | 6,34 m      | Almaty | 1er juin 2002 |
| Triple saut      | 14,33 m     | Almaty | 8 juin 2008   |